# Scan Group
Scan Group A/S er et privatejet dansk holdingselskab for en række virksomheder indenfor transport, shipping, teknologi og underholdning. Scan Group har hovedkvarter i København og er ejet af familien Simonsen. De væsentligste datterselskaber er: Scan-Shipping, Shipco Transport, Strait Air Transport, Simon's Golf, International Cargo Terminals og Scan-IT. I 2024 havde de en omsætning på 6,245 mia. kroner. I alt havde de 3.460 ansatte i over 40 lande i 2024.
Scan-Shipping var det første selskab i koncernen, som blev etableret i 1969. Selskabet tilbyder shipping-services fra start til slut.
Shipco Transport blev etableret i 1988 og varetager transport af gods til lands, til vands og i luften. De har hovedkvarter i Chatham, New Jersey med kontorer i over 30 lande. I alt har de over 2.200 ansatte.
Strait Air Transport blev en del af koncernen i år 2000, de tilbyder luftfragt og relateret fragt.
Scan-IT er specialiseret i software til shipping, transport og logistik. Selskabet blev etableret i 2015.